# Sezon na misia 3
Sezon na misia 3 (ang. Open Season 3) – amerykański film animowany z 2010 roku sequel produkcji z 2008 roku pt. Sezon na misia 2. W Polsce film został wydany na DVD.

## Fabuła
Boguś, Elliot oraz ich leśni przyjaciele powracają w nowej przezabawnej przygodzie, która tym razem rozgrywa się w wielkim cyrku! Gdy kumple Bogusia nie mogą wziąć udziału w męskiej wyprawie, miś decyduje się wyruszyć na wycieczkę sam. Napotykając na swojej drodze cyrk, Boguś zamienia się miejscami z występującym tam, bliźniaczo do niego podobnym grizzly i przejmuje jego rolę w przedstawieniu. Jednak gdy cyrkowcy decydują się na powrót do Rosji, zaczyna się wyścig z czasem, podczas którego Elliot, Gizela oraz ich córki i syn, McSquizzy, Kabanos i reszta paczki muszą uratować Bogusia zanim będzie za późno!

## Obsada
- Matthew J. Munn – Boguś
- Matthew W. Taylor – Elliot
- Melissa Sturm – Ursa
- Dana Snyder – Alistair

## Wersja polska
Opracowanie wersji polskiej: Start International Polska

Reżyseria: Marek Klimczuk

Dialogi polskie: Anna Niedźwiecka

Dźwięk i montaż: Hanna Makowska

Kierownik produkcji: Anna Kuszewska

W wersji polskiej udział wzięli:
- Jarosław Boberek – Niedźwiedź Boguś/Doug
- Dariusz Toczek – Jelonek Elliot
- Zbigniew Suszyński – Kabanos
- Waldemar Barwiński – Alistair
- Klementyna Umer – Ursa
- Dariusz Odija – Ian

W pozostałych rolach:
- Dominika Sell – Giselita/Kotka 2
- Joanna Kudelska – Gisale/Kotka 1
- Grzegorz Pawlak – McSquizzy
- Jarosław Domin – Buddy
- Janusz Wituch – Fifi
- Beniamin Lewandowski – Elvis/Chłopiec
- Joanna Węgrzynowska-Cybińska – Trener niedźwiedzia/Kobieta/piosenkarz Hip-Hop/Koty
- Paweł Galia – Deni
- Mirosława Krajewska – Bobbie
- Robert Tondera – Earl/Bob/Stu/Wiewiórki/Króliki/Nowak
- Aneta Todorczuk-Perchuć – Giselle
- Jakub Szydłowski – Roberto
- Anna Apostolakis-Gluzińska – Rosie
- Janusz Zadura – Serge
- Andrzej Chudy – Reilly
- Agnieszka Matysiak – Maria
- Cezary Kwieciński – królik/wiewiórki/bóbr/króliki/kot 2
- Cezary Nowak – Ringmaster
- Wojciech Paszkowski – Roger/Sznaucer 2
- Tomasz Steciuk – Stanley/Kot
- Mikołaj Klimek – Sznaucer 1